# Zeta (lletra grega)
La zeta és la sisena lletra de l'alfabet grec. En majúscula: Ζ; en minúscula: ζ. Té un valor numèric de 7.
La lletra minúscula ζ s'usa com a símbol de:
- La funció zeta de Riemann i altres funcions zeta en el camp de les matemàtiques.
- El potencial zeta, o potencial elèctric del pla de tall d'un col·loide, útil per a determinar l'estabilitat d'un sistema col·loidal.